# Nevstrija
Nevstrija ali Nevstrazija (kar pomeni "nova [zahodna] ozemlja" v nasprotju z Avstrazija) je bila zahodni del kraljestva Frankov , ki je bila ustanovljena leta 511 po razdelitvi Merovinškega kraljestva Klodvika I. na njegove štiri sinove, po njegovi smrti.
Nevstrija je bila sestavljena iz regij: Akvitanije do Rokavskega preliva, skoraj večine severne današnje Francije, s Parizom in Soissonsom kot glavnima mestoma. Kasneje se je iz regije med rekama Seno in Loaro, znane kot regnum Neustriae, oblikovalo podkraljestvo  Karolinško kraljestvo in nato Zahodna Frankovska. Karolinški kralji so ustanovili tudi Nevstrijsko marko, ki je bila obmejna vojvodina proti Bretoncem in Vikingom, in je trajala do Kapetske dinastije v poznem 10. stoletju, ko je izraz zamrl kot evropski politični ali geografski pojem.
Nevstrija je bila pojem tudi za severozahodno Italijo v obdobju langobardske nadvlade. V nasprotju s severovzhodom, ki se je v istem obdobju imenovala Avstrazija.

## Merovinško kraljestvo
Stalne delitve ozemlja s strani potomcev Klodvika I. so povzročile veliko rivalstvo, ki je trajalo več kot dvesto let, in je Nevstrijo vodilo v skoraj neprestano vojskovanje z Avstrazijo, vzhodnim delom frankovskega kraljestva.
Kljub vojnam, sta bili Nevstrija in Avstrazija večkrat za kratek čas združeni, prvič pod [[Klotar I.|Klotarjem I., med njegovo vladavino od 558 do 562. Boj za oblast se je nadaljeval s kraljico Fredegundo iz Nevstrije (vdova kralja Kilperika I. - vladal 566- 584) in materjo novega kralja Klotarja II. (vladal 584-628)), ki se je spustila v grenko vojno.
Po mamini smrti in pokopu v baziliki Saint Denis v bližini Pariza (597), je Klotar II. nadaljeval boj proti kraljici Brunhildi iz Avstrazije in na koncu leta 613 slavil zmago, ko so privrženci Brunhilde staro damo izdali. Klotar je Brunhildo privezal na stojalo in jo tri dni raztegoval, nato pa priklenil med štiri konje in jo razčetveril. Klotar je za kratek čas ponovno združil kraljestvi.
Pod Dagobertom I. (vladal med 628 - 637) je potekala generacijska vojna, ki je povzročila ponovno začasno združitev. Ko je v Avstraziji majordom iz Arnulfinga, Grimoald Elder, poskušal izvesti državni udar, ga je Klodvik II. odstranil in ponovno združil kraljestvo z Nevstrijo, a spet le začasno. Med ali kmalu po vladanju Klodvikovega sina Klotarja III. iz dinastije Nevstrija, kot Avstrazija pred njim, je odstopil kot majordom.
Leta 678 je bila Nevstrija pod majordomom Ebroinom pomirjena z Avstrazijci. Ebroin je bil umorjen leta 681. Škof iz Poitiersa je v svojih deželah naročil leta 684 ubiti njegovega najhujšega sovražnika, škofa Leodegarja iz Autuna. Leta 687 Pipin Srednji (Pipin II.), majordom kralja Avstrazije, premaga Nevstrijance pri Tertryju, in obe ponovno združi. Pisarji, ki so živeli v Avstraziji so se izkazali bolj zvesti svojemu majordomu.
Potomci Pipina, Karolingi, so še naprej vladali dvema kraljestvoma kot majordomi. Z blagoslovom papeža Štefana II. je po letu 751 karolinški Pipin Mali, formalno odstavil Merovinge in prevzel nadzor nad imperijem, on in njegovi potomci so nato vladali kot kralji.
Nevstrija, Avstrazija in Burgundija so nato postale združene v eno kraljestvo, in imeni "Nevstrija" in "Avstrazija" sta postopoma izginili.

## Karolinško podkraljestvo
Leta 748, brata Pipin Mali in Karlman dasta mlajšemu bratu Grifu dvanajst okrožij v Nevstriji, ki so ležale okoli Le Mansa. Ta vladavina je bila imenovana ducatus Cenomannicus ali vojvodstvo Maine in to je bilo drugo ime za regnum Nevstrije tudi še v 9. stoletju.
Izraz "Nevstrija" je pomenila "dežela med Seno in Loaro", ko ga je kot regnum (kraljestvo), dal Karel Veliki svojemu drugemu sinu, Karlu mlajšemu leta 790. V tem času je bilo mesto Le Mans verjetno glavno mesto, kjer je bil kraljevski dvor. Pod karolinško dinastijo, je bila dolžnost Nevstrijskega kralja da je branil suverenost Frankov nad Bretonci.
Leta 817 je Ludvik Pobožni dodelil Nevstrijo svojemu najstarejšemu sinu Lotarju I. Karolinškemu, vendar je po njegovem uporu leta 831, le-to dal Pipinu I. Akvitanskem, in po slednjega smrti leta 838, Karlu Plešastem. Nevstrija, skupaj z Akvitanijo oblikuje večji del Karlovega zahodnega frankovskega kraljestva, izvzetega iz cesarstva s "Pogodbo iz Verduna" (843). Karel je nadaljeval tradicijo imenovanja starejšega sina, da je zavladal v Nevstriji z lastnim dvorom v Le Mansu, ko je Ludvik Stammerer postal kralj leta 856. Ludvik je poročil hči z Erispoejem, vojvodom Bretanje in prejel regnum od Bretanskega monarha s soglasjem frankovskih bogatašev. Ta edinstven odnos za Nevstrijo pomeni, da se je skrčila na velikost, ki je izključevala Île-de-France in Pariz, ki ga je ta čas, saj je bil odmaknjen od osrednje oblasti Karla plešastega in bližje Erispoeju. Ludvik je bil zadnji frankovski vladar, ki ga je imenoval njegov oče in praksa ustvarjanja podkraljestev za sinove, se je nehala pod kasnejšimi Karolingi.

## Karolinška marka
Leta 861, karolinški kralj Karel Plešasti ustanovi Marko Nevstrija, kjer so vladali uradniki s krono, ki so bili znani kot upravitelj, prefekt ali mejni grof. Prvotno sta bili dve marki, ena proti Bretanji in ena proti Norsemenom (ljudstvo, ki je 8. in 11. stoletjem govorilo, kar se zdaj imenuje staronordijski jezik).
Leta 911 je Robert I. Francsoki postal mejni grof obeh mark in prevzel naslov demarchus. Njegova družina, kasneje Kapetijci, je vladala celotni Nevstriji do leta 987, ko je bil Hugh Capet izvoljen za vladarja. Podrejene grofje Nevstrije so presegle moč mejnih grofij in v tem času je minil tudi vrhunec napadov Normanov in Bretoncev. Po Capetianskem čudežu, ni bilo več mejnih grofij in Nevstrija je izginila kot evropski politični termin (danes obstaja v nekaterih anglo-normanskih kronikah, oživil pa ga je, kot sinonim za angleško posest Normandiji pod Henrikom V., kronist Thomas Walsingham iz St. Albansa v svojem Ypodigma Neustriae).

## Vladarji

### Merovinški kralji
Natančna delitev Frankovske v Nevstrijo, Avstrazijo in burgundsko monarhijo Bretanijo po letih velja le za pozno 6. stoletje, tako da so prejšnji kralji, ki so vladali iz Soissonsa ali Pariza, tukaj izključen:
- Klotar II., 584–629
- Dagobert I., 629–639
- Klovis II., 639–657
- Klotar III., 657–673
- Teudorik III., 673
- Hilderik II., 673–675
- Teudorik III., 675–691
- Klovis IV., 691–695
- Hildebert III., 695–711
- Dagobert III., 711–715
- Hilperik II., 715–721
- Teudoric IV., 721–737
- Hilderik III., 743–751

### Majordomi
To so bili glavni uradniki kraljev in so postopoma postali de facto vladarji v imenu kraljev:
- Landrik, until 613
- Gundoland, 613–639
- Aega, 639–641
- Erhinoald, 641–658
- Ebroin, 658–673
- Wulfoald, 673–675
- Leudesius, 675
- Ebroin, 675–680 (again)
- Waratton, 680–682
- Gistemar, 682
- Waratton, 682–686 (again)
- Berthar, 686–688
- Pipin II., 688–695
- Grimoald II, 695–714
- Theudoald, 714–715
- Ragenfrid, 715–718
- Karlman, 718–741
- Pipin Mali, 741–751

### Karolinško podkraljestvo
- Karel mlajši, 790–811
- Lotar I. Frankovski, 817–831
- Pipin I. Akvitanski, 831–838
- Karel Plešasti, 838–856
- Ludvik Stammerer, 856–879

Ludvik je dobil Le Mans leta 858 po umoru Erispoeja v novembru 857.

### Kapetijske marke
Vsebovani so samo tisti, ki so se odločili združiti Nevstrijske marke, čeprav je bilo ime Nevstrija odpravljeno z zgodnjimi grofijami Bretoncev in Normanov, najpomembnejši je bil Robert I. Francoski (tudi Robert Močni), začetnik dinastije Kapetingov. 
- Robert I. Francoski, 911–922
- Hugh Veliki, 922–956
- Hugh Capet, 956–987

## Zgodovinopisje
Glavna sodobna kronika napisana iz vidika Nevstrije je Liber Historiae Francorum.